# 蛋仔派对

《蛋仔派对》游戏截图

《蛋仔派对》(英语：Eggy Party)是由网易开发的休闲競速大逃杀游戏，2021年2月6日经过初次封闭测试后完成了4轮测试，于2022年5月27日登陆Android与iOS平台并在中国大陆地区上线，之後于2023年4月21日菲律賓地區上線、同年6月30日台港澳地区上线以及同年9月8日東南亞地區上線，2024年2月23日美洲、歐洲、非洲上線，2024年7月19日日本地區上線。游戏内包含多種競速、對戰玩法，采用基于抽卡的基本免費及道具收費制。
游戏上线初期拥有了较高的关注度，并获得了较多的正面评价。游戏获得了商业上的成功，游戏在2022年12月获得了4733万用户日活跃数量。是网易开发的游戏中收入最高的产品和网易日活跃用户最多的游戏。

## 玩法
《蛋仔派对》是一款休闲競速的大逃杀游戏，其中包含虚构球体角色“蛋仔”，并允许玩家利用蛋仔的技能完成游戏。游戏以跑酷为核心玩法，并衍生出“積分”、“生存”和“竞速”三种不同的游戏模式，以剩餘玩家數或到达终点使用時間來进行排名。在游戏内置的“經典模式”中，共有32位玩家和4轮游戏，最先到达终点的部分玩家进入下一轮，在最后一轮的游戏中最后未被淘汰的玩家胜利。游戏引入了“收敛”机制。排名靠前的玩家将受到道具阻碍其游戏进程，从而均衡玩家间差距。进行游戏时，玩家可操控角色“蛋仔”进行移动、跳跃和撲等基础操作。同时还设置了“投掷”等游戏操作，用于帮助队友或妨碍其他玩家。游戏内设置了“地雷”、“弹球”、“鹹魚”等可對戰的道具，玩家可使用道具鑽研游戏的技巧。游戏内设置了7个巔峰賽的排位，在游戏过程中，玩家們之間進行較量而獲得名次，依照名次進行排位提升以及下滑。除跑酷玩法外，游戏开发者有加入捉迷藏、狼人杀、擂台賽、推塔（MOBA）等娛樂游戏，讓玩家可以體驗並熟練不同遊戲的玩法。
《蛋仔派对》允许上传用户原创内容(UGC)，被普遍认为是游戏的核心玩法之一。玩家使用“樂園模式”的编辑器，針对场景和地图进行编辑，也可以自定義設計勝利及失敗的方式，完成后可公开至游戏社群內。當然玩家可以在樂園内探索其他玩家制作的地图作品进行单人或多人游戏。游戏开发者Kwan表示，2023年初，每周有一百余万个地图上传至社群中。

## 开发
《蛋仔派对》由网易开发，该公司首席执行官丁磊表示该项目至少运营十年。在开发中，开发团队认为应把用户原创内容的创作与设计作为开发的重点，团队的核心成员有此类内容的开发经验。游戏用户通过设计原创地图的方式参与了游戏的开发和社群建设。游戏开发者虎烂认为，此类地图构建功能是游戏成功的关键，并为玩家数量提供了有力的支撑，增强游戏社交属性，保障玩家粘性。游戏开发者成员Kwan认为，游戏的地图创作者对于游戏发展非常重要，游戏玩家作为创作者的创造力将促进社群发展。网易游戏于2023年6月举行了《蛋仔派对》首届“创作者大会”，并邀请其原创地图创作者参与。
游戏项目组针对地图制作功能做出了调整。为丰富地图作品丰富程度，团队在开发的过程中在持续添加各类可交互道具，并在后续的开发中持续跟进此类内容。地图编辑器的逻辑编写能力和玩法内剧情表演的创作能力是开发的重点，在此基础上，开发者还设计了编写非玩家角色的对话与表演功能，从而使地图创作这也可以进行剧情故事的编写和制作。项目组正在尝试将人工智能融入到游戏中，从而减少玩家重复的操作，促进作品的制作。

## 发行与宣传
《蛋仔派对》于2021年7月获得国家新闻出版署下发的版号，被允许于中国大陆地区发行。游戏于2021年2月开始首次封闭测试，后经过“领潮测试”、“好碰友测试”、“开盒测试”、“终极测试”4次测试后，于2022年5月27日在Android、iOS平台正式于中国大陆发行，由网易运营。游戏后于2023年4月21日宣布在菲律賓地區发行，同年6月30日宣布在台港澳地区发行，由恩奕遊戲运营。并计划于2024年7月19日登陆任天堂Switch。游戏于2023年5月20日登上网易“520发布会”并展示其新版本宣传片。同年8月，游戏与上海市通信管理局合作，利用其游戏虛構角色“蛋仔”与虚构角色“守沪喵”发行了以反诈骗教育为专题的漫画，并在游戏内针对遊戲內的社交系统开展了反诈骗教育。此次合作计划在游戏内添加了人工智能成分，自动识别游戏内的诈骗等其他违法行为，并主动拦截。2022年6月10日，网易游戏宣布利用《蛋仔派对》角色形象与动漫《请吃红小豆吧！》进行联动，推出了部分角色形象为主题的周边产品。游戏于2023年5月8日与日本便利店品牌罗森进行联动，并推出相关餐饮产品、饰品、手办等产品。同年5月19日，游戏与糖果品牌阿尔卑斯进行联动，推出了以游戏角色为形象的糖果产品。

## 反响与评价

### 评价和奖项
游戏媒体游戏大观认为，《蛋仔派对》角色设计美观，物理反馈技术强，且游戏的美术风格符合审美，因此在“Z世代”用户群体中占据了部分市场。该媒体在另一篇评论员文章中指出，《蛋仔派对》产品的出现缓解了中国大陆游戏中用户原创内容发展受阻的现象，存进了相关技术发展，并未相关产品的研发提供经验。游戏葡萄的评论员果脯和严锦彦认为，游戏的玩法受欢迎，并在当下受众较广。同时，他们也肯定了游戏项目组在游戏物理引擎上的技术积累和研发。《蛋仔派对》社交属性强，两位编辑肯定了游戏的社交平台开发策略，并认为此种平台可以增加玩家游戏兴趣，并衍生出独特的文化。严锦彦在另一篇评论员文章中表示，网易针对地图创作者举行的线下活动是成功的，且游戏的成功依赖了用户原创内容的流行与发展。此类活动也可能促进游戏质量，并促使社交活动的参与者获得新友谊。2023年7月29日，游戏在第三届中国游戏创新大赛中获得“最佳创新游戏大奖”奖项。评委会认为，游戏宣传了大量中国文化，并促进用户原创内容的发展与传播。部分游戏媒体将该作品与《糖豆人》对比，并认为二者游戏模式相似。二者主要的区别是蛋仔派对拥有地图制作功能。

### 流行度
《蛋仔派对》在2023年发行初期获得了较高的关注度和正面评价。，并在2023年6月活跃用户超过了3000万人。游戏在iOS平台免费游戏榜中上榜40余天，获得了商业上的成功。该游戏于2023年打破了网易公司收入最高和日活跃用户最多的游戏。
因独特的画风及玩法，《蛋仔派对》在中国大陆的未成年人群体广为流行，游戏内存在部分玩家利用未成年人心智发育不成熟的心理，聊天露骨。一些未成年人更是使用成年人的身份证注册并大量充值，在办理退款手续时亦存在难题。2023年12月8日，《蛋仔派对》官方表示已进一步升级健康游戏防沉迷系统，包括全渠道接入针对高风险人群调起人脸识别的机制，全平台设置未成年退款专属客服入口，以及上线一键禁止充值、禁止游戏功能。截至2023年12月，《蛋仔派对》已累计处理超过3万单疑似未成年相关退款申请，完成处理比率达98%。也有70岁以上的长者出于溺爱心理，向家中儿童主动提供身份信息完成实名注册。2024年4月，《蛋仔派对》公布70岁以上的用户的实名新规，要求在游戏注册与登录环节强制进行人脸识别验证，以此解决“亲属替未成年绕过实名认证”的问题。